# Smaltatura ad aerografo

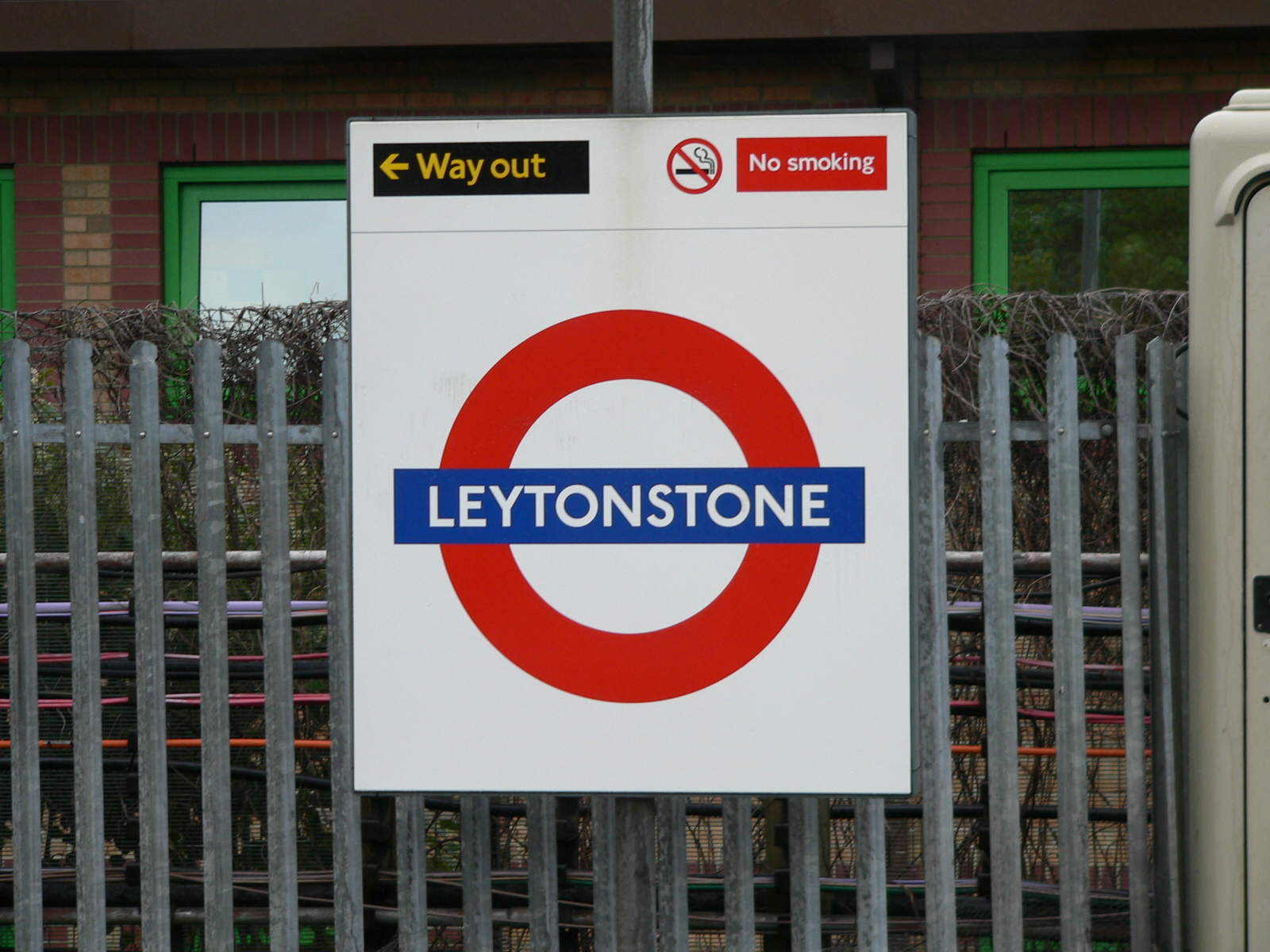
Cartello stradale smaltato

Per smaltatura ad aerografo su supporto ceramico si intende nello specifico l'applicazione di uno smalto, cristallina, allo stato di sospensione acquosa, per mezzo di un dispositivo detto appunto aerografo.
Il prodotto (smalto) allo stato di sospensione acquosa da applicare sul biscotto deve seguire una proporzione acqua-prodotto in polvere dettata dalle esigenze specifiche a da prove empiriche che si eseguono prima di effettuare la smaltatura. La diluizione è comunque in funzione di: porosità del biscotto, del tipo di lavorazione con cui si è ottenuto lo stesso (manuale o pressa), temperatura di cottura; natura dello smalto ed eventuali "effetti speciali" che si vogliono ottenere.
La smaltatura ad aerografo avviene generalmente all'interno di una specifica cabina di smaltatura, all'interno della quale vi è un dispositivo detto a velo d'acqua e atto a catturare le particelle di smalto nebulizzato che non si depositano sull'oggetto da smaltare, inoltre vi è collocato un dispositivo di aspirazione con filtri a secco o ad acqua; il funzionamento del velo d'acqua sulle pareti avviene per via di una pompa sommersa o adiacente alla vasca, la pompa effettua una mandata d'acqua a ciclo continuo. Si raccomanda sempre un ottimale funzionamento dei filtri ed aspiratori.